# NGC 65
NGC 65 é uma galáxia elíptica (E/SB0) localizada na direcção da constelação de Cetus. Possui uma declinação de -22° 52' 48" e uma ascensão recta de 0 horas, 18 minutos e 58,7 segundos.
A galáxia NGC 65 foi descoberta em 1886 por Frank Müller.